# 卢贤拔
卢贤拔（?—?），太平天国文官。清代广西省浔州（治今桂平，一说象州）人。本名卢贤达，因避翼王石达开讳改名。
卢贤拔精通文墨，早年在紫荆山参加拜上帝会。作为文职要员，会众称为“卢先生”。后助洪秀全、冯云山密撰《天条书》、《三字经》等文献。1851年，参加金田起义，1851年9月太平军克永安州，卢贤拔担任左掌朝仪，职同将军，起草官制、礼乐等制度，太平天国早期典章制度，多由他草创。1853年春，太平天国定都天京之后，升职同检点，封恩赏丞相，七月任东王府簿书。十一月升秋官又正丞相，还是供职东王府。1854年3月，封为镇国侯。不久因为夫妻同居犯了太平天国的天条，按律当斩，杨秀清力保他，于是免死革职。6月供职在删书衙，删改六经。一说1856年天京事变的时候他缒城出走，下落不明。